# Diceratobasis
Diceratobasis é um género de libelinha da família Coenagrionidae.
Este género contém as seguintes espécies:
- Diceratobasis macrogaster (Selys in Sagra, 1857)
- Diceratobasis melanogaster Garrison, 1986